# 1998 TP17
1998 TP17 är en asteroid i huvudbältet som upptäcktes den 14 oktober 1998 av den italienska astronomen Giuseppe A. Sala vid Promiod-observatoriet.
Asteroiden har en diameter på ungefär 14 kilometer och den tillhör asteroidgruppen Eos.